# HD 214279
HD 214279，又名BD+55 2779，SAO 34605、HR 8607，是一颗恒星，视星等为6.38，位于銀經104.79，銀緯-1.95，其B1900.0坐标为赤經22h 31m 56.6s，赤緯+55° -1.95′ 9″。